# Put´ Iljicza (rejon nikołajewski)
Put´ Iljicza (ros. Путь Ильича) – wieś w Rosji, w obwodzie wołgogradzkim, w rejonie nikołajewskim. W 2021 liczyła 1425 mieszkańców.